# Michael Urie

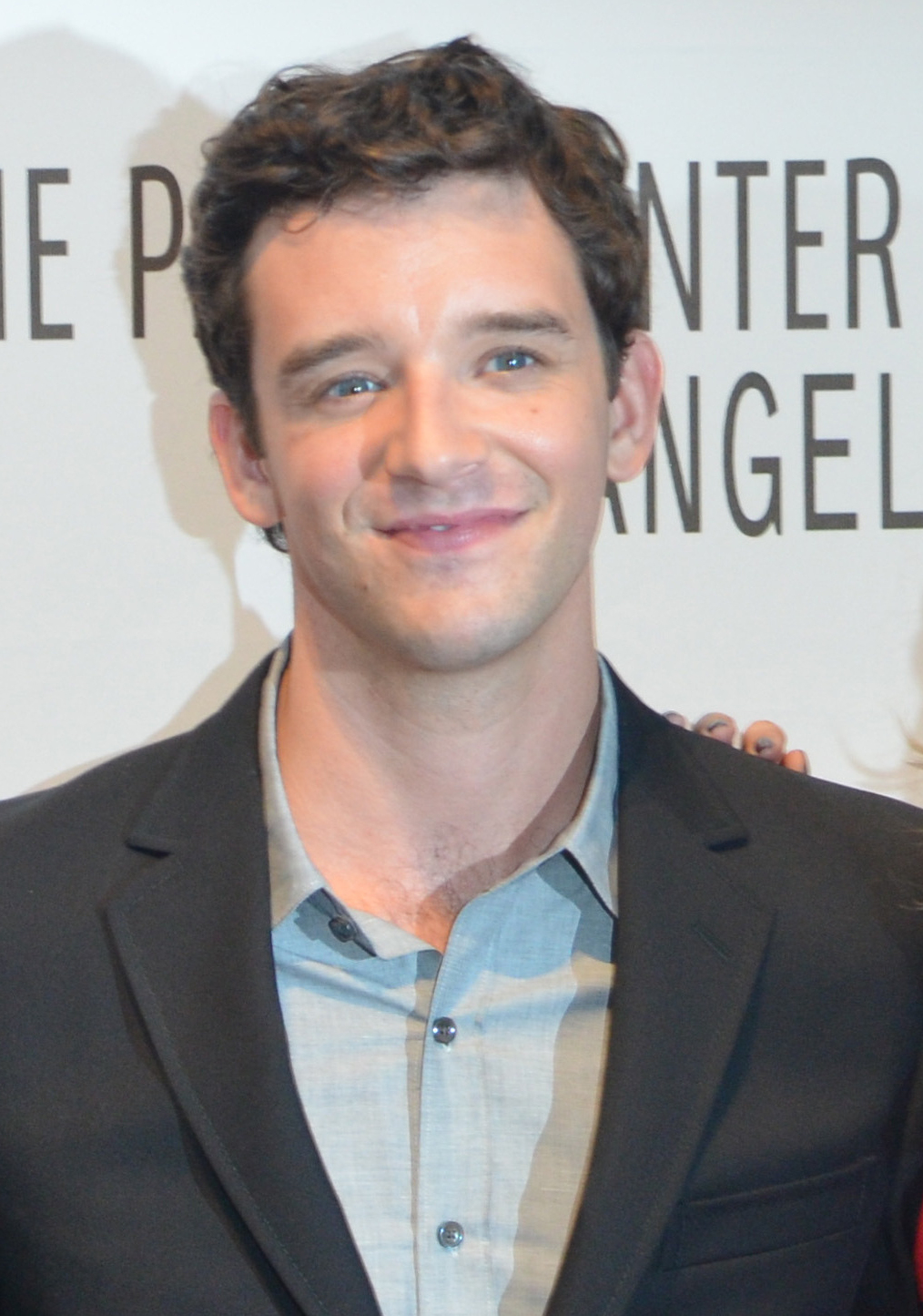
Michael Urie (2012)

Michael Lorenzo Urie (* 8. August 1980 in Dallas, Texas) ist ein US-amerikanischer Schauspieler.

## Biografie
Michael Urie wurde 1980 in Texas geboren und wuchs in Plano, einem Vorort von Dallas, auf. Er besuchte die Plano Senior High School, wo er sich im Debattierclub hervortat und an schuleigenen Produktionen und in Stücken des Gemeindetheaters mitwirkte. So spielte er den Blechmann in Der Zauberer von Oz und war als Baron von Trapp in The Sound of Music zu sehen. Im Musical Grease spielt er die Rolle des Danny Zuko.
Nach dem Schulabschluss zog Urie nach New York und besuchte dort die renommierte Juilliard School, wo vor ihm so bekannte Akteure wie William Hurt, Elizabeth McGovern oder Robin Williams ihre Ausbildung absolvierten. 2002 gewann er den begehrten John Houseman Prize für seine Darbietungen in klassischen Theaterstücken. Im selben Jahr spielte Urie in einer Folge der sechsten Staffel der Fernsehserie Undressed – Wer mit wem? mit. Das vom Musiksender MTV produzierte, freizügige Konzept hatte die hetero- und auch homosexuellen Beziehungen von Jugendlichen, insbesondere von High-School-Schülern und College-Studenten, zum Thema.
2003 schloss Michael Urie sein Schauspielstudium mit einem Bachelor of Fine Arts (BFA) ab und trat seitdem in zahlreichen Bühneninszenierungen in den USA auf, häufig in Nebenrollen klassischer Theaterstücke. So war er u. a. 2003 als Boyet in der Inszenierung von Verlorene Liebesmüh der Judith Shakespeare Company zu sehen, als Mercutio in Romeo und Julia am Folger Theatre 2005 und als Lussurioso in Cyril Tourneurs Tragödie der Rächer (Culture Projekt, ebenfalls 2005). Parallel zu seiner Arbeit am Theater feierte Urie 2003 sein Kinodebüt mit einer namenlosen Rolle in der Filmkomödie Uptown Girls – Eine Zicke kommt selten allein und war im darauffolgenden Jahr in dem Fernsehfilm Kat Plus One neben Marisa Coughlan und Christina Pickles zu sehen.
Seine erste Kinohauptrolle folgte 2005 in Brian Sloans Independentfilm WTC View, in der Urie einen jungen Homosexuellen spielte, der vor dem Hintergrund der Terroranschläge vom 11. September 2001 eine Anzeige aufgibt, um auf diese Weise einen Mitbewohner für seine Wohnung mit Blick auf das World Trade Center zu finden. Urie hatte 2003 bereits in der Bühnenfassung von WTC View in New York mitgewirkt.
2006 spielte Michael Urie die Rolle eines verheirateten Geologen in dem von der Kritik verschmähten Off-Off-Broadway-Theaterstück Phenomenon, das vom Ausbruch des Mount St. Helens handelte, als er mit Erfolg für die Rolle des Marc St. James in der Fernsehserie Alles Betty! vorsprach. Der Part des intriganten, homosexuellen Assistenten von Vanessa Williams, der ursprünglich nicht als reguläre Serienfigur konzipiert war, machte ihn auch einem internationalen Publikum bekannt. 2007 erhielt er zusammen mit dem Darstellerensemble um America Ferrera und Eric Mabius eine Nominierung für einen Screen Actors Guild Award.
Nach Beendigung der Dreharbeiten zur ersten Staffel kehrte Urie ans Theater zurück und war als Horatio in der South-Coast-Repertory-Inszenierung von Hamlet auf dem San Diego Summer Shakespeare Festival zu sehen. Außerdem arbeitete er an einer Kurzfilmdokumentation mit dem Titel Two Down, die die Rede- und Debattier-Wettbewerbe an US-amerikanischen High Schools zum Thema hat.
Seit 2008 ist Michael Urie in einer Beziehung mit dem Schauspieler Ryan Spahn.

## Filmografie (Auswahl)
- 2002: Undressed – Wer mit wem? (Fernsehserie, Folge Tangled Beards)
- 2004: Kat Plus One (Fernsehfilm)
- 2005: WTC View
- 2006–2010: Alles Betty! (Ugly Betty, Fernsehserie)
- 2011: Wer ist die Braut?
- 2012: Partners (Fernsehserie)
- 2012: Petunia
- 2014: Such good people
- 2014–2015: Modern Family (Fernsehserie, 2 Folgen)
- 2021: Swan Song
- 2021: Single All the Way
- seit 2023: Shrinking (Fernsehserie)

## Theaterstücke (Auswahl)
- 2003: Verlorene Liebesmüh (Love's Labour's Lost, als Boyet)
- 2004: The Roaring Girl (als Sebastian)
- 2004: Like The Mountains (als Erich)
- 2005: Romeo und Julia (Romeo and Juliet, als Mercutio)
- 2005: The King Stag (als Cigolotti/Pantalone)
- 2005: Tragödie der Rächer (The Revenger's Tragedy, als Lussurioso)
- 2006: Phenomenon (als Mark)
- 2006: Ein Sommernachtstraum (A Midsummer Night's Dream, als Flute/Thisby)
- 2006: Othello (als Roderigo)
- 2006: Titus Andronicus (als Chiron)
- 2007: Hamlet (als Horatio)